# ويليس بويل
ويليس بويل هو سياسي أمريكي، ولد في 1790، وتوفي في 1 نوفمبر 1851.
1. ↑   https://politicalgraveyard.com/bio/buell.html#922.73.27. {{استشهاد ويب}}: |url= بحاجة لعنوان (مساعدة) والوسيط |title= غير موجود أو فارغ (من ويكي بيانات) (مساعدة)